# Anolis macilentus
Espèce
Anolis macilentus est une espèce de sauriens de la famille des Dactyloidae. 

## Répartition
Cette espèce est endémique de Cuba.

## Publication originale
- Garrido & Hedges, 1992 : Three new grass anoles (Sauria: Iguanidae) from Cuba. Caribbean Journal of Science, vol. 28, no 1-2, p. 21-29 (texte intégral).